# Battenberg Bayerland Verlag
Der Battenberg Bayerland Verlag (bis 2024 Battenberg Gietl Verlag) mit Sitz in Regenstauf ist ein deutscher Verlag für Numismatik, historisches Papiergeld und Sammlerliteratur sowie für regionale Titel aus und für Niederbayern, Oberbayern und die Oberpfalz. Der Verlag beschäftigt etwa 20 Mitarbeiter, die sich auf die Abteilungen Vertrieb, Marketing, Lektorat, Presse- und Öffentlichkeitsarbeit, Satz-Grafik, Buchhaltung, Abo-Verwaltung sowie Anzeigenverwaltung verteilen. Außerdem betreibt der Verlag ein eigenes Lager sowie eine eigene Versandabteilung.
In seiner heutigen Rechtsform als GmbH gibt es den Battenberg Bayerland Verlag seit 1994, als Heinrich Gietl und Josef Roidl die H. Gietl Verlag & Publikationsservice GmbH gründeten. In den Anfangsjahren waren es vor allem eine Zeitschrift über historisches Papiergeld und ein entsprechendes Buchprogramm, welche die Entwicklung zum Special-Interest-Verlag anstießen.

## Geschichte

### Anfänge
Die Erstausgabe von „Der Geldscheinsammler“ – der Zeitschrift für Papiergeld – erschien im November 1986 im Heinrich Gietl Verlag. Redakteur der ersten Stunde war Alexander Persijn, der über viele Jahre die Zeitschrift betreute, mit seinen Beiträgen bereicherte und mit seinem Editorial prägte.
Mit der Öffnung der Grenzen zur Bundesrepublik fanden ab 1989 zahlreiche Sammler aus der DDR Zugang zu den Veröffentlichungen des Verlags und wurden Leser des „Geldscheinsammlers“. Mit „Das Notenbuch“ von Dieter Hoffmann und dem Katalog „Das Papiergeld Bayerns“ von Albert Pick erschienen die ersten Buchtitel. Schritt für Schritt wurden nun eigene Bücher publiziert, die sich anfangs hauptsächlich mit historischem Papiergeld befassten.
Im Jahr 1994 wurde die Zeitschrift „Münzen & Sammeln“ gekauft, und 2000 kam mit der „MünzenRevue“ von Albert Beck eine weitere numismatische Zeitschrift ins Programm.
Mit dem Kauf des Battenberg Verlags 2005 entwickelte sich das Unternehmen nach eigenen Angaben  zu einem der größten Verlage in Deutschland für Sammlerliteratur. In dieser Sparte „Sammeln“ deckt der Verlag ein Themenspektrum ab, das über den Schwerpunkt Münzen und historisches Papiergeld bis hin zu Büchern über Porzellan, Glas, Armbanduhren, Spielzeug, Orden und Antiquitäten reicht.
2014 wurden der MZ-Buchverlag und der SüdOst-Verlag als Imprints erworben, so dass die neue Sparte „Heimat“ aufgebaut werden konnte. Diese wurde durch die Übernahme des Buch- und Kunstverlags Oberpfalz im Juli 2016 noch erweitert, so dass mittlerweile ein Großteil der Bavarica-Titel und Regionalpublikationen für Ostbayern aus dem heutigen Battenberg Bayerland Verlag stammt.
Mit Beginn des Jahres 2016 zieht sich Heinrich Gietl aus der Geschäftsleitung zurück und Josef Roidl wird alleiniger Geschäftsführer. Ab 4. Januar 2016 ändert sich auch der Firmenname in „Battenberg Gietl Verlag GmbH“. Am 1. Juli 2016 übernimmt der Battenberg Gietl Verlag den Buch und Kunstverlag Oberpfalz und erweitert damit sein Angebot um regionale Titel aus der nördlichen Oberpfalz
2019: Die Battenberg Gietl Verlag GmbH feiert ihr 25-jähriges Bestehen und kann auf eine äußerst erfolgreiche Unternehmensgeschichte zurückblicken.
2023: Die Battenberg Gietl Verlag GmbH übernimmt zum 1. Januar 2023 die Marke „Bayerland“ sowie das zugehörige Buchprogramm. Damit erweitert der Verlag sein Bavarica-Sortiment in Richtung Oberbayern – eine schöne Bereicherung für das Verlagshaus.
2024: Die Battenberg Gietl Verlag GmbH feiert ihr 30-jähriges Bestehen und kann auf eine äußerst erfolgreiche Unternehmensgeschichte zurückblicken.
2025: Zum Jahresbeginn bekommt der Verlag einen neuen Namen und firmiert jetzt offiziell unter Battenberg Bayerland Verlag GmbH. Die Integration der Imprint-Marke „Bayerland“ in den Verlagsnamen ist Ausdruck der mittlerweile mehr als 10-jährigen Verwurzelung in der Regionalliteratur – und Ausdruck des Vorhabens, diesen Bereich nicht nur weiter pflegen, sondern auch stetig weiterentwickeln zu wollen.

### Weiterentwicklung zum Fachverlag für Sammlerliteratur
Die H. Gietl Verlag & Publikationsservice GmbH wurde 1994 gegründet und legte ein Buchprogramm auf, das die Bedürfnisse der Münzen- und Papiergeldsammler nach Fachliteratur befriedigte. Neben eigenen Büchern wurden auch zahlreiche Bücher anderer Verlage zu numismatischen Themen angeboten.
Im August 2005 erwarb der H. Gietl Verlag von der Münchner Verlagsgruppe Droemer Knaur den Battenberg Verlag. Dieser war 1956 gegründet worden und war ursprünglich ein anerkannter Wissenschaftsverlag für Physik. Daneben entwickelte er sich zum Spezialverlag für Sammler unterschiedlichster Sammelgebiete. Mit der Übernahme des Battenberg Verlags und der dazugehörigen Buchrechte wurde der H. Gietl Verlag zu einem der führenden Fachverlage für Sammlerliteratur in Europa.

### Zeitschriften
Neben dem „Geldscheinsammler“ erschien ab 1993 im Verlag auch die Zeitschrift „Telefonkarten News“, von der man sich jedoch bereits 1994 trennte, um sich ganz der Numismatik widmen zu können. 1995 wurde die Zeitschrift „Münzen & Papiergeld“ (heute „Münzen & Sammeln“) erworben, die seit 2002 auch neue Heimat für den „Geldscheinsammler“ ist. Seit 1996 gibt die Deutsche Numismatische Gesellschaft das „Numismatische Nachrichtenblatt“ im damaligen H. Gietl Verlag, dem heutigen Battenberg Bayerland Verlag, heraus. Im Jahr 2000 wurde mit der „MünzenRevue“ von Albert Beck die größte und renommierteste numismatische Zeitschrift im deutschen Sprachgebiet in den Verlag integriert.

### Neue Imprints für das Bavarica-Programm
Am 1. März 2014 übernahm die H. Gietl Verlag & Publikationsservice GmbH den SüdOst-Verlag und den MZ-Buchverlag und erweiterte damit ihr Angebot in großem Umfang um regionale Titel aus Oberbayern, Niederbayern und der Oberpfalz, wie z. B. regionale Reiseführer, Bildbände, Kochbücher, Romane, Kriminalgeschichten, bayerischer Humor und vieles mehr.
Im Dezember 2024 wurde der Firmenname in „Battenberg Bayerland Verlag GmbH“ geändert.

### Auszeichnung
Im Juni 2024 zeichnete die Gesellschaft für Internationale Geldgeschichte (GIG) den Geschäftsführer Josef Roidl für seine Verdienste um die numismatische Publizistik mit ihrem Ehrenpreis aus.

## Personen
- Heinrich Gietl, Verlagsgründer und Geschäftsführer bis 2016 (* 1955)
- Josef Roidl, alleiniger Geschäftsführer seit 2016 (* 1962)
- Alexander Persijn, Redakteur „Der Geldscheinsammler“
- Albert Pick, deutscher Numismatiker, 1922–2015
- Hans-Ludwig Grabowski, deutscher Numismatiker, Historiker, Fachautor (* 1961)
- Albert Beck, Gründer der Münzenmesse World Money Fair, gilt als Doyen der modernen Münzprägung (* 1937)
- Rainer Albert, deutscher Numismatiker, Chefredakteur des Numismatischen Nachrichtenblattes und der MünzenRevue (* 1949)
- Helmut Kahnt, deutscher Numismatiker, Autor zahlreicher numismatischer Sachbücher, Chefredakteur der Münzen & Sammeln (* 1945)
- Gerhard Schön, Numismatiker, Bearbeiter mehrerer renommierter Münzkataloge
- Michael Kurt Sonntag (* 1959)
- Jörg Nimmergut, Anke Nimmergut
- Kurt Jaeger, deutscher Numismatiker (1909–1975)
- Holger Rosenberg, deutscher Autor, Fachmann für historisches Papiergeld (1955–2001)
- Wolfgang J. Mehlhausen (* 1948)
- Toni Lauerer, Oberpfälzer Autor, Kabarettist und Standesbeamter aus Furth im Wald (* 1959)
- Norbert Neugirg / Altneihauser Feierwehrkapell’n
- Wolfgang Benkhardt (* 1964)
- Irmi Hofmann, Kochbuchautorin
- Rupert Berndl, Autor historischer Kochbücher aus dem Bayerischen Wald
- Manfred Böckl (* 1948)
- Michl Ehbauer
- Erich Rohrmayer, Experte für bayerische Kartenspiele
- Gerda Stauner (* 1973)
- Anja Wolbergs, Autorin (* 1969)
- Peter Schmoll, Messerschmitt-Experte
- Verband deutscher Schriftstellerinnen und Schriftsteller Ostbayern
- Ludwig Fichtlscherer (Da Wiggerl vom Arnulfsplatz) (* 1924)